# 盧布利涅茨

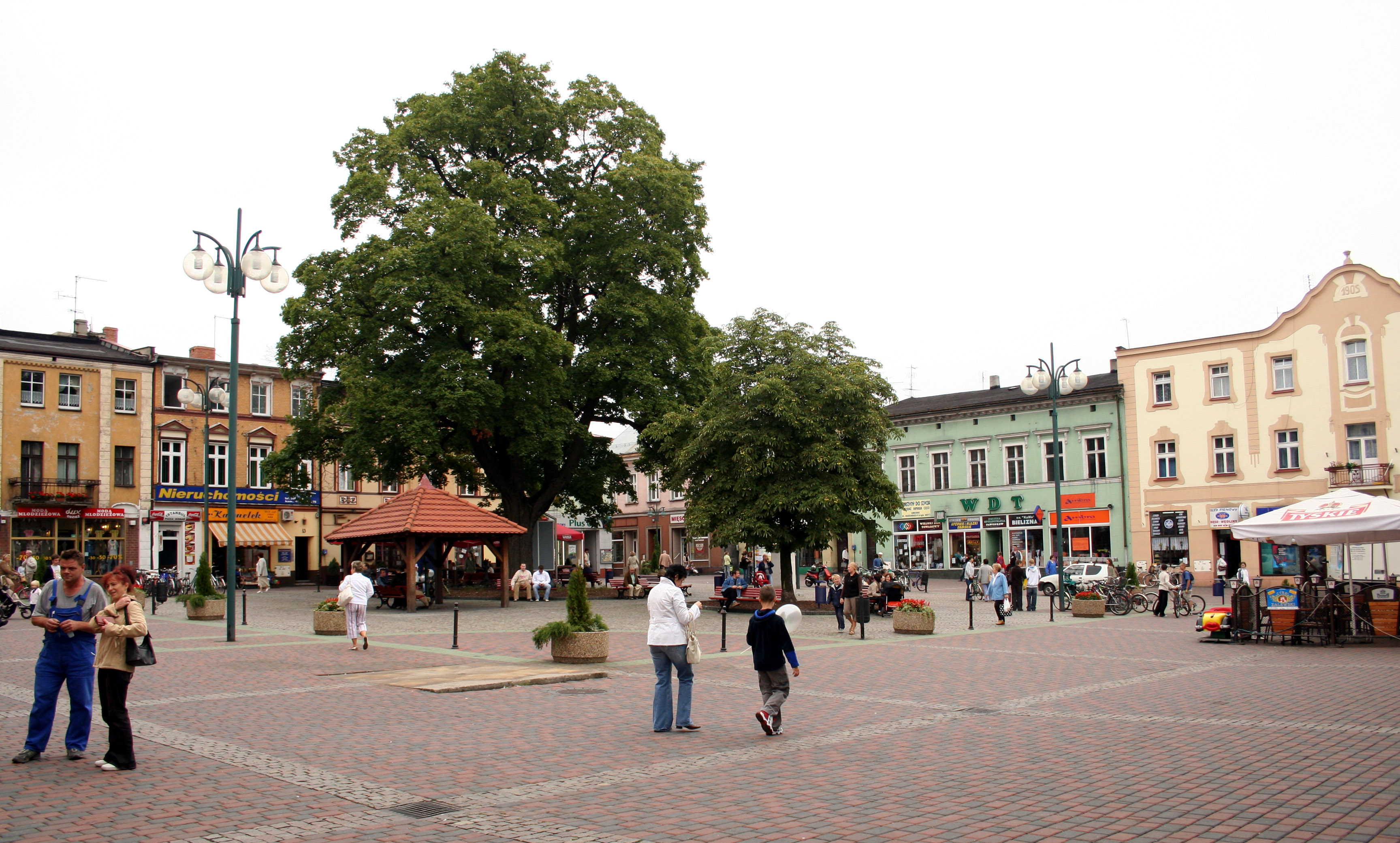

盧布利涅茨（波蘭語：Lubliniec）是波蘭的城鎮，位於該國南部，距離首府卡托維茲約60公里，由西里西亞省負責管轄，始建於1270年，面積89.8平方公里，海拔高度260米，2006年人口24,229。

## 外部連結
- Official town webpage （页面存档备份，存于）
- Lubliniec on a Polish topographic map from 1933 (1:100,000) （页面存档备份，存于）
- Lublinitz on a German topographic map from 1883 (1:25,000) （页面存档备份，存于）
- Jewish Community in Lubliniec （页面存档备份，存于） on Virtual Shtetl

50°41′N 18°41′E / 50.683°N 18.683°E